# Владимир Крагић
Владимир Крагић (Сплит, 8. јун 1910 — Сплит, 17. септембар 1975) био је југословенски фудбалер.

## Биографија
Рођен је у Сплиту, Крагић је читаву каријеру провео играјући за Хајдук Сплит, за који је укупно одиграо 354 меча и постигао 266 голова у периоду од 1929. до 1939. године.
Био је најбољи стрелац Прве лиге Југославије у сезони 1932/33. када је постигао 21 гол.
Крагић је такође шест пута играо за репрезентацију Краљевине Југославије. Дебитовао је 4. маја 1930. у пријатељској утакмици против Румуније, а његов последњи наступ био је 29. априла 1934. против истог противника у квалификацијама за Светско првенство 1934.

## Трофеји
- Индивидуални
  - Најбољи стрелац Првенства Југославије: 1933.